# Chaetopoa pilosa
Chaetopoa pilosa är en gräsart som beskrevs av Clayton. Chaetopoa pilosa ingår i släktet Chaetopoa och familjen gräs. Inga underarter finns listade i Catalogue of Life.